# Disney's Magical Mirror Starring Mickey Mouse
Disney's Magical Mirror Starring Mickey Mouse är ett Disney-äventyrsspel utvecklat av Capcom 2002, utgivet av Nintendo och distribuerat av Disney Interactive för Nintendo Gamecube.